# Франц Фюман
Франц Фюман (на немски: Franz Fühmann), пълно име Франц Антония Йозеф Рудолф Мария Фюман, е германски писател, сред най-значимите литературни творци от Източна Германия, член на Германската академия на изкуствата (в ГДР). Автор е на романи, есета, стихотворения и книги за деца.
На младини е въодушевен от националсоциализма, но след Втората световна война става привърженик на социализма. Постепенно се настройва критично към развитието на ГДР, от което в късните си години е дълбоко разочарован.

## Биография
Франц Фюман е син на аптекар в Рокитнице над Йизероу сред планинския масив Кърконоше от Судетите. След основното си образование Фюман учи в йезуитски колеж в Калксбург край Виена, откъдето бяга през 1936 г. Завършва гимназия в Либерец, Северна Бохемия, и влиза в немския гимнастически съюз (по-късно судетско-немски клон на Хитлерюгенд). През 1937 г. става член на конния отряд на нацистката паравоенна организация Щурмабтайлунг.
През 1941 г. Фюман полага матура и за кратко следва математика в Карловия университет в Прага. Прекъсва, за да отбие задължителната трудова повинност и накрая постъпва във Вермахта. Служи като свързочник в кампанията срещу Съветския съюз и в Гърция. През 1945 г. попада в съветски плен, но още през 1946 г. е командирован в антифашистката фронтова школа в Ногинск край Москва.
През 1949 г. е освободен от военнопленничество и отива в ГДР, където живее до края на дните си в градчето Меркиш Буххолц в Бранденбург. Още през същата година встъпва в Национал-демократическата партия на Германия, подвластна на ГЕСП. До 1958 г. Фюман е културно-политически сътрудник в партийния апарат. Освен това от 1952 г. е член на председателството на Съюза на немските писатели. В ГЕСП остава до 1972 г. От 1958 г. до смъртта си е писател на свободна практика.
Наред с писателската си работа Фюман развива културна и политическа дейност. Дава път на мнозина млади автори, а в по-късни години се застъпва за писатели, репресирани от ръководството на ГДР. През 1976 г. е сред първите, подписали протестното писмо срещу лишаването от гражданство на поета Волф Бирман.
Франц Фюман умира през 1984 г. от рак. Изричното му желание е да бъдде погребан в Меркиш Буххолц, а не в омразния му Берлин.

### Поезия (подбор)
- Griechischer Auszug; Stunde im April; Kalter Schnee im Dezember; Nacht am Paipussee; Jede Nacht erglühen neue Sterne, 1942
- Stunde des Soldaten, 1944
- Gedichte, 1950
- Die Fahrt nach Stalingrad, Eine Dichtung, 1953
- Die Nelke Nikos Gedichte, 1953
- Aber die Schöpfung soll dauern, Gedichte, 1957
- Die Richtung der Märchen, Gedichte, 1962

### Проза

#### Творби за деца и юноши (подбор)
- Vom Moritz, der kein Schmutzkind mehr sein wollte, Erzählung, 1959

Мръсният Мориц, изд.: Народна култура, София (1963), прев. Димитър Стоевски
- Lustiges Tier-ABC erzählt von Franz Fühmann mit vergnüglichen Bildern von Erich Schmitt, 1962
- Reineke Fuchs. Neu erzählt von Franz Fühmann Erzählt nach dem Niederdeutschen und nach Simrock. Mit Bildern von Werner Klemke, 1964
- Das Tierschiff. Die schönsten Tiermärchen aus aller Welt für Kinder gesammelt von Franz Fühmann, 1965
- Das hölzerne Pferd: die Sage vom Untergang Trojas und von den Irrfahrten des Odysseus. Nach Homer und anderen Quellen neu erzählt, 1968
- Shakespeare-Märchen, Nacherzählung, 1968
- Das Nibelungenlied. Neu erzählt von Franz Fühmann, 1971
- Prometheus. Die Titanenschlacht, Roman, 1974

Прометей, или битката на титаните, изд.: Отечество, София (1982), прев. Димитър Стоевски
- Die dampfenden Hälse der Pferde im Turm von Babel, 1978
- Märchen auf Bestellung, 1990
- Von A bis Z. Ein Affenspaß für Alfons. Das lustige Tieralphabet für Kinder, 1992
- Doris Zauberbein mit Illustrationen von Jacky Gleich und Porträtzeichnungen von Nora Gleich, 2004

#### Разкази (подбор)
- Kameraden, 1955

Другари, изд.: Народна младеж, София (1963), прев. Христина Николова
- Stürzende Schatten, 1959
- Spuk. Aus den Erzählungen des Polizeileutnants K., 1961
- Böhmen am Meer, Erzählung, 1962
- Das Judenauto. Vierzehn Tage aus zwei Jahrzehnten, 1962
- Ernst Barlach. Das schlimme Jahr, 1963
- König Ödipus, Gesammelte Erzählungen, 1966
- Der Jongleur im Kino oder Die Insel der Träume, 1970

Островът на мечтите, изд.: Народна култура, София (1974), прев. Недялка Попова и др.
- Zweiundzwanzig Tage oder Die Hälfte des Lebens, 1973
- Bagtelle, rundum positiv, 1978
- Das Judenauto. Kabelkran und Blauer Peter. Zweiundzwanzig Tage oder die Hälfte des Lebens 1979
- Irrfahrt und Heimkehr des Odysseus. Prometheus. Der Geliebte der Morgenröte und andere Erzählungen, 1980
- Saiäns-fiktschen, Erzählungen, 1981
- Den Katzenartigen wollten wir verbrennen. Meine Schulzeit im Dritten Reich, 1981
- Unter den Paranyas. Traum-Erzählungen und -Notate, 1988
- Im Berg. Texte und Dokumente aus dem Nachlaß, 1991

### Драма
- Kirke und Odysseus. Ein Ballett. Wieland Förster. Liebespaare. Ein graphischer Zyklus, 1984
- Schlipperdibix und klapperdibax! Zwei Kasperlstücke, 1985
- Die Schatten. Ein Hörspiel, 1986
- Simplicius Simplicissimus; Der Nibelunge Not und andere Arbeiten für den Film, 1987
- Alkestis. Stück mit Musik in einem ersten Akt, einem zweiten Akt, zwei dritten Akten und einem Vorspiel, 1989
- Der glückliche Ritter von Trinitat oder Wie wird man Oberdiskutierer. Ein Puppenspiel in 4 Akten für Joachims sechs Puppen, 1999

### Публицистика
- Erfahrungen und Widersprüche. Versuche über Literatur, 1975
- Essays, Gespräche, Aufsätze 1964–1981, 1983
- Wandlung. Wahrheit. Würde. Aufsätze und Gespräche 1964–1981, 1985

## Награди (подбор)
- 1955: Vaterländischer Verdienstorden in Bronze[1]
- 1956: Награда Хайнрих Ман
- 1957: Национална награда на ГДР
- 1972: Награда Лион Фойхтвангер
- 1974: Национална награда на ГДР
- 1977: Награда на немската критика
- 1982: Geschwister-Scholl-Preis
- 1982: Награда на Югозападното радио